# Skutzia bahiensis
Skutzia bahiensis är en tvåvingeart som beskrevs av Reiss 1985. Skutzia bahiensis ingår i släktet Skutzia och familjen fjädermyggor. Inga underarter finns listade i Catalogue of Life.